# Military Secretary to the India Office
Le Military Secretary to the India Office (littéralement en français Secrétaire militaire du bureau indien) était responsable du recrutement des Britanniques et d'autres ressortissants européens aux rangs d'officiers de l'armée indienne. 

## Liste des secrétaires
Les Military Secretary to the India Office sont : 
- 1809-1837 : James Salmond
- 1837-1858 : Philip Melvill
- 1859-1861 : William Erskine Baker
- 1861-1877 : Thomas Pears (en)
- 1877-1889 : Allen Johnson
- 1889-1899 : Oliver Newmarch (en)
- 1899-1907 : Edward Stedman (en)
- 1907-1909 : O'Moore Creagh (en)
- 1909-1914 : Beauchamp Duff (en)
- 1914-1917 : Edmund Barrow (en)
- 1917-1920 : Vaughan Cox (en)
- 1920-1926 : Alexander Cobbe (en)
- 1926-1930 : Claud Jacob (en)
- 1930-1931 : Alexander Cobbe (en)
- 1931-1933 : Sydney Muspratt (en)
- 1933-1936 : John Coleridge
- 1936-1937 : Robert Wilson
- 1937-1941 : Sydney Muspratt
- 1941-1943 : Rob Lockhart (en)
- 1943-1944 : George Molesworth (en)
- 1945-1947 : Mosley Mayne (en)
- 1947 : Geoffrey Scoones